# لودويغ كارل جورج فايفر
لودويغ كارل جورج فايفر (بالألمانية: Ludwig Georg Karl Pfeiffer )‏ (و. 1805 – 1877 م) هو عالم نبات، وعالم أمراض ألماني، ولد في كاسل، وكان عضوًا في الأكاديمية الألمانية للعلوم ليوبولدينا، توفي في كاسل، عن عمر يناهز 72 عاماً.